# Alfred Friedländer

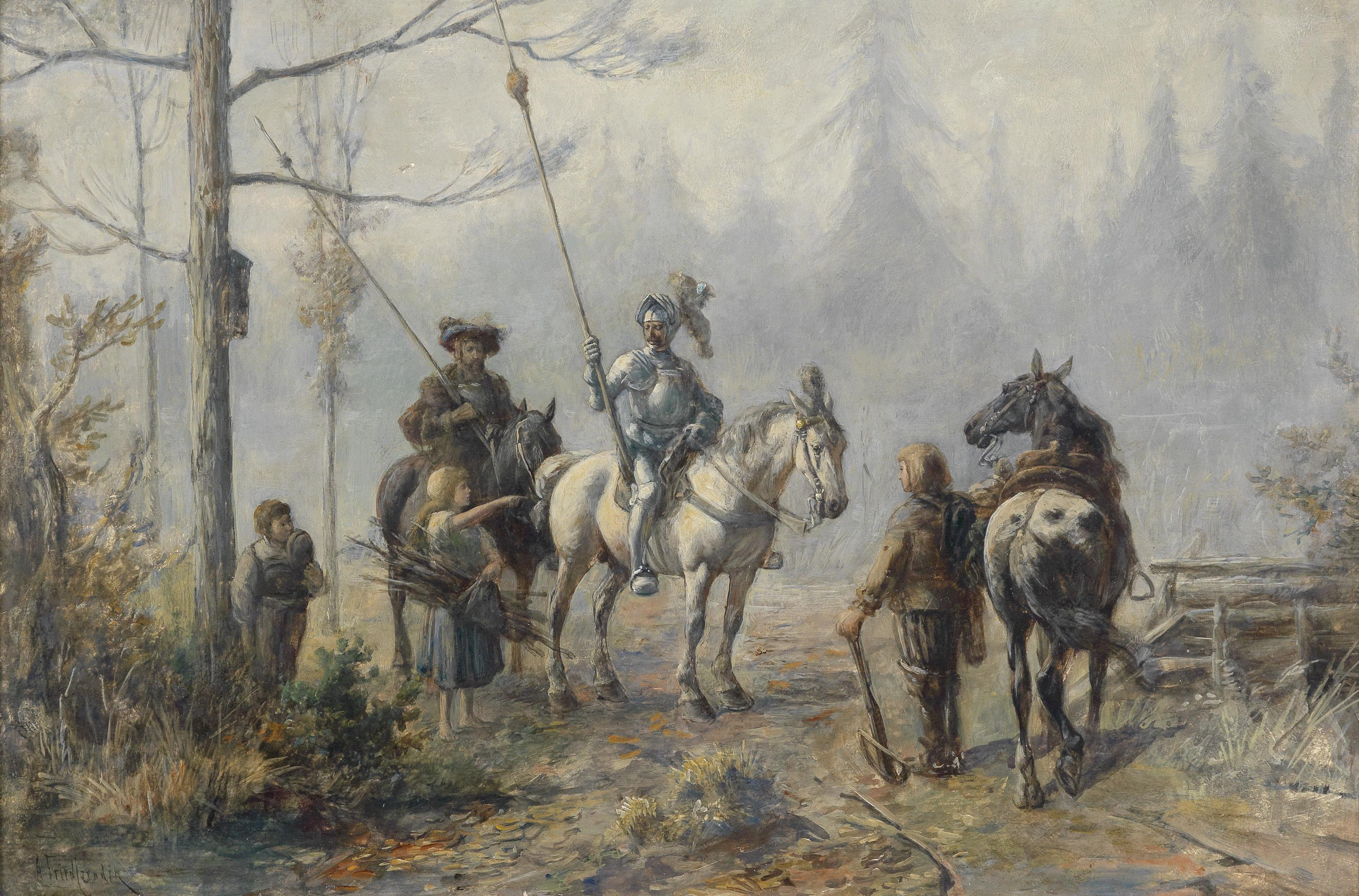
Verirrt

Alfred Friedländer, ab 1889 Ritter von Malheim (* 21. September 1860 in Wien; † 9. April 1933 ebenda), war ein österreichischer Landschaftsmaler und Sohn des nobilitierten Malers Friedrich Friedländer (1825–1901).
Friedländer studierte seit 1874 an der Akademie der bildenden Künste Wien, seit dem 28. April 1881 an der Königlichen Akademie der Künste in München bei Wilhelm von Diez. Bis 1890 lebte er in München. Den Zeitraum von 1895 bis 1899 verbrachte er in Rom. Seit 1901 war er in Wien als freischaffender Künstler tätig. Im Jahr 1903 legte er nach Misserfolgen den Adelstitel wieder ab. Vom 22. Dezember 1892 bis zum 1. Dezember 1910 war er Mitglied des Wiener  Künstlerhauses.
Er schuf hauptsächlich kleinformatige, romantische Landschaftsbilder mit Szenen von Jagden, Raubüberfällen oder aus dem Dreißigjährigen Krieg. Er war der Bruder der Malerinnen Camilla Friedländer Edle von Malheim (1856–1928) und Hedwig Friedländer Edle von (1863–1945). Er wurde am 12. April 1933 auf dem Wiener Zentralfriedhof beigesetzt.